# Volund
Volund è un centro eruttivo presente sulla superficie di Io.